# Abierto de Estados Unidos 2015
El Abierto de Estados Unidos 2015 (o US Open) se llevó a cabo en las canchas de superficie dura del USTA Billie Jean King National Tennis Center de Flushing Meadows, Nueva York, Estados Unidos, entre el 31 de agosto y el 13 de septiembre de 2015. Además de ser la 135.ª edición del Abierto, este fue el cuarto y último torneo del Grand Slam del año.
Marin Čilić es el campeón defensor del individual masculino, mientras que Serena Williams es tres veces campeona defensora en el femenino.

## Torneo
El Abierto de Estados Unidos 2015 fue la 135ª edición del torneo celebrado en el USTA Billie Jean King National Tennis Center de Flushing Meadows-Corona Park en Queens, Nueva York, Estados Unidos. Es un evento de la Federación Internacional de Tenis (ITF, por sus siglas en inglés) que forma parte del Tour Mundial de la ATP de 2015 y del Tour de la WTA de 2015 bajo la categoría de Grand Slam. Contó con eventos individuales y dobles para jugadores júnior (menores de 18 años) y eventos individuales, dobles y quad para tenistas masculinos y femeninos en silla de ruedas como parte del Tour NEC bajo la categoría de Grand Slam.
El torneo se jugó en las 17 canchas de pista dura de DecoTurf del National Tennis Center, que incluyen las tres canchas principales: Estadio Arthur Ashe, Estadio Louis Armstrong y el Grandstand.

## Distribución de puntos y premio monetario

### Puntos

#### Sénior
| Evento               | G    | F    | SF  | CF  | Ronda de 16 | Ronda de 32 | Ronda de 64 | Ronda de 128 | C  | C3 | C2 | C1 |
| Individual masculino | 2000 | 1200 | 720 | 360 | 180         | 90          | 45          | 10           | 25 | 16 | 8  | 0  |
| Dobles masculino     | 2000 | 1200 | 720 | 360 | 180         | 90          | 0           | —            | —  | —  | —  | —  |
| Individual femenino  | 2000 | 1300 | 780 | 430 | 240         | 130         | 70          | 10           | 40 | 30 | 20 | 2  |
| Dobles femenino      | 2000 | 1300 | 780 | 430 | 240         | 130         | 10          | —            | —  | —  | —  | —  |

| Evento               | G   | F   | SF  | CF  | Ronda de 16 | Ronda de 32 | C  | C3 |
| Individual masculino | 375 | 270 | 180 | 120 | 75          | 30          | 25 | 20 |
| Individual femenino  | 375 | 270 | 180 | 120 | 75          | 30          | 25 | 20 |
| Dobles masculino     | 270 | 180 | 120 | 75  | 45          | —           | —  | —  |
| Dobles femenino      | 270 | 180 | 120 | 75  | 45          | —           | —  | —  |

| Evento            | G   | F   | SF/3.º | CF/4.º |
| Individual        | 800 | 500 | 375    | 100    |
| Dobles            | 800 | 500 | 100    | —      |
| Quad (Individual) | 800 | 500 | 375    | 100    |
| Quad (Dobles)     | 800 | 100 | —      | —      |

### Premio
| Evento        | G          | F          | SF       | CF       | Ronda de 16 | Ronda de 32 | Ronda de 64 | Ronda de 128 | C3      | C2    | C1    |
| Individual    | $3 000 000 | $1 450 000 | $730 000 | $370 250 | $187 300    | $105 090    | $60 420     | $35 754      | $13 351 | $8781 | $4551 |
| Dobles *      | $520 000   | $250 000   | $124 450 | $62 060  | $32 163     | $20 063     | $13 375     | —            | —       | —     | —     |
| Dobles mixto* | $150 000   | $70 000    | $30 000  | $15 000  | $10 000     | $5000       | —           | —            | —       | —     | —     |

* por equipo

#### Gratificación
Los primeros tres jugadores del US Open Series 2015 reciben un gratificación monetaria, dependiendo del lugar que ocupen en el Abierto de Estados Unidos de 2015.
| Emirates Airline US Open Series Finish 2015 | US Open Series 2015 | US Open Series 2015 | US Open Series 2015 | US Open Series 2015 | US Open Series 2015 | US Open Series 2015 | US Open Series 2015 | US Open Series 2015 | Ganadores         | Ganadores |
| ------------------------------------------- | ------------------- | ------------------- | ------------------- | ------------------- | ------------------- | ------------------- | ------------------- | ------------------- | ----------------- | --------- |
| Emirates Airline US Open Series Finish 2015 | G                   | F                   | SF                  | CF                  | Ronda de 16         | Ronda de 32         | Ronda de 64         | Ronda de 128        | Ganadores         | Ganadores |
| 1.er lugar                                  | $1 000 000          | $500 000            | $250 000            | $125 000            | $70 000             | $40 000             | $25 000             | $15 000             | Andy Murray       | $70,000   |
| 1.er lugar                                  | $1 000 000          | $500 000            | $250 000            | $125 000            | $70 000             | $40 000             | $25 000             | $15 000             | Karolína Plíšková | $15,000   |
| 2.º lugar                                   | $500 000            | $250 000            | $125 000            | $62 500             | $35 000             | $20 000             | $12 500             | $7500               | Novak Djokovic    | $500 000  |
| 2.º lugar                                   | $500 000            | $250 000            | $125 000            | $62 500             | $35 000             | $20 000             | $12 500             | $7500               | Serena Williams   | $125,000  |
| 3.er lugar                                  | $250 000            | $125 000            | $62 500             | $31 250             | $17 500             | $10 000             | $6250               | $3750               | John Isner        | $17,500   |
| 3.er lugar                                  | $250 000            | $125 000            | $62 500             | $31 250             | $17 500             | $10 000             | $6250               | $3750               | Simona Halep      | $62,500   |

## Actuación de los jugadores en el torneo
Individual masculino
| Campeón                        | Campeón                 | Finalista              | Finalista                  |
| ------------------------------ | ----------------------- | ---------------------- | -------------------------- |
| Novak Djokovic [1]             | Novak Djokovic [1]      | Roger Federer [2]      | Roger Federer [2]          |
| Semifinalistas                 |                         |                        |                            |
| Marin Čilić [9]                | Marin Čilić [9]         | Stan Wawrinka [5]      | Stan Wawrinka [5]          |
| Eliminados en cuartos de final |                         |                        |                            |
| Feliciano López [18]           | Jo-Wilfried Tsonga [19] | Kevin Anderson [15]    | Richard Gasquet [12]       |
| Eliminados en cuarta ronda     |                         |                        |                            |
| Roberto Bautista Agut [23]     | Fabio Fognini [32]      | Benoît Paire           | Jérémy Chardy [27]         |
| Donald Young                   | Andy Murray [3]         | Tomáš Berdych [6]      | John Isner [13]            |
| Eliminados en tercera ronda    |                         |                        |                            |
| Andreas Seppi [25]             | David Goffin [14]       | Milos Raonic [10]      | Rafael Nadal [8]           |
| Tommy Robredo [26]             | Sergui Stajovski        | Mijaíl Kukushkin       | David Ferrer [7]           |
| Ruben Bemelmans                | Viktor Troicki [22]     | Dominic Thiem [20]     | Thomaz Bellucci [30]       |
| Guillermo García-López [31]    | Bernard Tomic [24]      | Jiří Veselý            | Philipp Kohlschreiber [29] |
| Eliminados en segunda ronda    |                         |                        |                            |
| Andreas Haider-Maurer          | Teimuraz Gabashvili     | Pablo Carreño Busta    | Ričardas Berankis          |
| Fernando Verdasco              | Mardy Fish [PR]         | Pablo Cuevas           | Diego Schwartzman          |
| Marsel İlhan                   | Samuel Groth            | Marcel Granollers      | Iliá Marchenko [Q]         |
| Yevgueni Donskói [Q]           | Grigor Dimitrov [17]    | Martin Kližan          | Filip Krajinović           |
| Chung Hyeon                    | Jack Sock [28]          | Rajeev Ram             | Aljaž Bedene               |
| Austin Krajicek                | Denis Istomin           | Yoshihito Nishioka [Q] | Adrian Mannarino           |
| Jürgen Melzer [Q]              | Nicolas Mahut           | Lleyton Hewitt [WC]    | Robin Haase                |
| Mijaíl Yuzhny                  | Ivo Karlović [21]       | Lukáš Rosol            | Steve Darcis               |
| Eliminados en primera ronda    |                         |                        |                            |
| João Souza                     | Vasek Pospisil          | Pablo Andújar          | Tommy Paul [Q]             |
| Pierre-Hugues Herbert [WC]     | Jerzy Janowicz          | João Sousa             | Simone Bolelli             |
| Tim Smyczek                    | Tommy Haas [PR]         | Marco Cecchinato       | Nikoloz Basilashvili [Q]   |
| Steve Johnson                  | Dudi Sela               | Elias Ymer [Q]         | Borna Ćorić                |
| Kei Nishikori [4]              | Radek Štěpánek [PR]     | Alexandr Dolgopolov    | Michael Berrer             |
| Jarkko Nieminen                | Lukáš Lacko             | John Millman           | Gaël Monfils [16]          |
| Guido Pella [Q]                | Lucas Pouille           | Lu Yen-hsun            | Matthew Ebden [Q]          |
| Ryan Shane [WC]                | Florian Mayer [PR]      | Alejandro González     | Radu Albot                 |
| Albert Ramos-Viñolas           | James Duckworth         | Gilles Müller          | Víctor Estrella            |
| Frances Tiafoe [WC]            | Ryan Harrison [WC]      | Ernests Gulbis         | Gilles Simon [11]          |
| Andréi Rubliov                 | Santiago Giraldo        | Benjamin Becker        | Daniel Gimeno-Traver       |
| James Ward                     | Paul-Henri Mathieu [Q]  | Konstantín Kravchuk    | Nick Kyrgios               |
| Bjorn Fratangelo [WC]          | Denis Kudla             | Sam Querrey            | Janko Tipsarević [PR]      |
| Damir Džumhur                  | Aleksandr Nedovyesov    | Dustin Brown           | Thanasi Kokkinakis         |
| Malek Jaziri                   | John-Patrick Smith [Q]  | Paolo Lorenzi          | Federico Delbonis          |
| Alexander Zverev [Q]           | Jared Donaldson [WC]    | Marcos Baghdatis       | Leonardo Mayer             |

Individual femenino
| Campeona                       | Campeona                 | Finalista                      | Finalista                 |
| ------------------------------ | ------------------------ | ------------------------------ | ------------------------- |
| Flavia Pennetta [26]           | Flavia Pennetta [26]     | Roberta Vinci                  | Roberta Vinci             |
| Semifinalistas                 |                          |                                |                           |
| Serena Williams [1]            | Serena Williams [1]      | Simona Halep [2]               | Simona Halep [2]          |
| Eliminadas en cuartos de final |                          |                                |                           |
| Venus Williams [23]            | Kristina Mladenovic      | Petra Kvitová [5]              | Victoria Azarenka [20]    |
| Eliminadas en cuarta ronda     |                          |                                |                           |
| Madison Keys [19]              | Anett Kontaveit [Q]      | Yekaterina Makárova [13]       | Eugenie Bouchard [25]     |
| Johanna Konta [Q]              | Samantha Stosur [22]     | Varvara Lepchenko              | Sabine Lisicki [24]       |
| Eliminadas en tercera ronda    |                          |                                |                           |
| Bethanie Mattek-Sands [WC]     | Agnieszka Radwańska [15] | Belinda Bencic [12]            | Madison Brengle           |
| Daria Kasátkina [LL]           | Elina Svitolina [17]     | Mariana Duque Mariño           | Dominika Cibulková        |
| Anna Karolína Schmiedlová [32] | Andrea Petkovic [18]     | Sara Errani [16]               | Petra Cetkovská [PR]      |
| Mona Barthel                   | Angelique Kerber [11]    | Barbora Strýcová               | Shelby Rogers             |
| Eliminadas en segunda ronda    |                          |                                |                           |
| Kiki Bertens [Q]               | Coco Vandeweghe          | Tereza Smitková                | Magda Linette             |
| Misaki Doi                     | Irina Falconi            | Anastasiya Pavliuchenkova [31] | Anna Tatishvili [Q]       |
| Ana Konjuh                     | Bojana Jovanovski        | Kaia Kanepi                    | Lauren Davis              |
| Denisa Allertová               | Océane Dodin [WC]        | Polona Hercog                  | Jessica Pegula [Q]        |
| Nicole Gibbs [WC]              | Danka Kovinić            | Yelena Vesniná                 | Garbiñe Muguruza [9]      |
| Jeļena Ostapenko [Q]           | Yevguenia Ródina         | Monica Niculescu               | Caroline Wozniacki [4]    |
| Lesia Tsurenko                 | Olga Govortsova          | Yanina Wickmayer               | Karin Knapp               |
| Wang Qiang                     | Camila Giorgi            | Kurumi Nara                    | Kateryna Bondarenko [Q]   |
| Eliminadas en primera ronda    |                          |                                |                           |
| Vitalia Diachenko              | Mirjana Lučić-Baroni     | Kateryna Kozlova               | Sloane Stephens [29]      |
| Klára Koukalová                | Andreea Mitu             | Urszula Radwańska              | Kateřina Siniaková        |
| Sesil Karatantcheva            | Daniela Hantuchová       | Samantha Crawford [WC]         | Mónica Puig               |
| Magdaléna Rybáriková           | Casey Dellacqua          | Zheng Saisai                   | Karolína Plíšková [8]     |
| Daria Gavrilova                | Tatjana Maria            | Lara Arruabarrena              | Svetlana Kuznetsova       |
| Yelizaveta Kulichkova [Q]      | Anna-Lena Friedsam       | Heather Watson                 | Teliana Pereira           |
| Carla Suárez Navarro [10]      | Vania King               | Sofia Kenin [WC]               | Jelena Janković [21]      |
| Alison Riske                   | Zarina Dias              | Alison Van Uytvanck            | Ana Ivanovic [7]          |
| Laura Siegemund [Q]            | Lourdes Domínguez Lino   | Aleksandra Krunić              | Julia Goerges             |
| Caroline Garcia                | Laura Robson [PR]        | Louisa Chirico [WC]            | Carina Witthöft           |
| Mayo Hibi [Q]                  | Annika Beck              | Tereza Mrdeža [Q]              | Tímea Babos               |
| Jarmila Gajdošová              | Aleksandra Panova [Q]    | Christina McHale               | Jamie Loeb [WC]           |
| Lucie Šafářová [6]             | Kirsten Flipkens         | Tsvetana Pironkova             | Irina-Camelia Begu [28]   |
| Lucie Hradecká                 | Francesca Schiavone      | Ajla Tomljanović               | Alexandra Dulgheru        |
| Timea Bacsinszky [14]          | Maria Sakkari [Q]        | Johanna Larsson                | Aliaksandra Sasnovich [Q] |
| Alizé Cornet [27]              | Sachia Vickery [WC]      | Yulia Putintseva               | Marina Erakovic           |

## Sumario

### Día 1 (31 de agosto)
- Cabezas de serie eliminados:
  - Individual masculino:  Kei Nishikori [4],  Gaël Monfils [16]
  - Individual femenino:  Ana Ivanovic [7],  Karolína Plíšková [8],  Carla Suárez Navarro [10],  Jelena Janković [21],  Sloane Stephens [21],  Svetlana Kuznetsova [30]
- Orden de juego

| Partidos en las canchas principales       | Partidos en las canchas principales | Partidos en las canchas principales | Partidos en las canchas principales |
| Partidos en el Arthur Ashe Stadium        | Partidos en el Arthur Ashe Stadium  | Partidos en el Arthur Ashe Stadium  | Partidos en el Arthur Ashe Stadium  |
| Evento                                    | Ganador                             | Perdedor                            | Marcador                            |
| ----------------------------------------- | ----------------------------------- | ----------------------------------- | ----------------------------------- |
| Individual femenino - Primera ronda       | Dominika Cibulková                  | Ana Ivanovic [7]                    | 6-3, 3-6, 6-3                       |
| Individual femenino - Primera ronda       | Venus Williams [23]                 | Mónica Puig                         | 6-4, 6-7(7-9), 6-3                  |
| Individual masculino - Primera ronda      | Novak Djokovic [1]                  | João Souza                          | 6-1, 6-1, 6-1                       |
| Individual femenino - Primera ronda       | Serena Williams [1]                 | Vitalia Diachenko                   | 6–0, 2–0, retiro                    |
| Individual masculino - Primera ronda      | Rafael Nadal [8]                    | Borna Ćorić                         | 6–3, 6–2, 4–6, 6–4                  |
| Partidos en el Louis Armstrong Stadium    |                                     |                                     |                                     |
| Evento                                    | Ganador                             | Perdedor                            | Marcador                            |
| Individual masculino - Primera ronda      | Benoît Paire                        | Kei Nishikori [4]                   | 6-4, 3-6, 4-6, 7-6(8-6) 6-4         |
| Individual masculino - Primera ronda      | Marin Čilić [9]                     | Guido Pella [Q]                     | 6-3, 7-6(7-3), 7-6(7-3)             |
| Individual femenino - Primera ronda       | Coco Vandeweghe                     | Sloane Stephens [29]                | 6-4, 6-3                            |
| Individual masculino - Primera ronda      | Iliá Marchenko [Q]                  | Gaël Monfils [16]                   | 2–6, 6–4, 5–0, retiro               |
| Partidos en Grandstand                    |                                     |                                     |                                     |
| Evento                                    | Ganador                             | Perdedor                            | Marcador                            |
| Individual masculino - Primera ronda      | Mardy Fish [PR]                     | Marco Cecchinato                    | 6-7(5-7), 6-3, 6-1, 6-3             |
| Individual femenino - Primera ronda       | Anna Tatishvili [Q]                 | Karolína Plíšková [8]               | 6-2, 6-1                            |
| Individual masculino - Primera ronda      | David Ferrer [7]                    | Radu Albot                          | 4-6, 7-5, 6-1, 6-0                  |
| Individual femenino - Primera ronda       | Madison Keys [19]                   | Klára Koukalová                     | 6-2, 6-4                            |
| En azul se indican los partidos nocturnos |                                     |                                     |                                     |

### Día 2 (1 de septiembre)
- Cabezas de serie eliminados:
  - Individual masculino:  Gilles Simon [11]
  - Individual femenino:  Lucie Šafářová [6],  Timea Bacsinszky [14],  Alizé Cornet [27],  Irina-Camelia Begu [28]
- Orden de juego

| Partidos en las canchas principales       | Partidos en las canchas principales | Partidos en las canchas principales | Partidos en las canchas principales |
| Partidos en el Arthur Ashe Stadium        | Partidos en el Arthur Ashe Stadium  | Partidos en el Arthur Ashe Stadium  | Partidos en el Arthur Ashe Stadium  |
| Evento                                    | Ganador                             | Perdedor                            | Marcador                            |
| ----------------------------------------- | ----------------------------------- | ----------------------------------- | ----------------------------------- |
| Individual femenino - Primera ronda       | Simona Halep [2]                    | Marina Erakovic                     | 6–2, 3–0, retiro                    |
| Individual femenino - Primera ronda       | Caroline Wozniacki [4]              | Jamie Loeb [WC]                     | 6–2, 6–0                            |
| Individual masculino - Primera ronda      | Roger Federer [2]                   | Leonardo Mayer                      | 6–1, 6–2, 6–2                       |
| Individual masculino - Primera ronda      | Andy Murray [3]                     | Nick Kyrgios                        | 7–5, 6–3, 4–6, 6–1                  |
| Individual femenino - Primera ronda       | Petra Kvitová [5]                   | Laura Siegemund [Q]                 | 6-1, 6-1                            |
| Partidos en el Louis Armstrong Stadium    |                                     |                                     |                                     |
| Evento                                    | Ganador                             | Perdedor                            | Marcador                            |
| Individual femenino - Primera ronda       | Lesia Tsurenko                      | Lucie Šafářová [6]                  | 6–4, 6–1                            |
| Individual masculino - Primera ronda      | John Isner [13]                     | Malek Jaziri                        | 6–2, 6–3, 6–4                       |
| Individual femenino - Primera ronda       | Victoria Azarenka [20]              | Lucie Hradecká                      | 6–1, 6–2                            |
| Individual masculino - Primera ronda      | Stan Wawrinka [5]                   | Albert Ramos-Viñolas                | 7–5, 6–4, 7–6(8–6)                  |
| Partidos en Grandstand                    |                                     |                                     |                                     |
| Evento                                    | Ganador                             | Perdedor                            | Marcador                            |
| Individual femenino - Primera ronda       | Angelique Kerber [11]               | Alexandra Dulgheru                  | 6–3, 6–1                            |
| Individual masculino - Primera ronda      | Tomáš Berdych [6]                   | Bjorn Fratangelo [WC]               | 6–3, 6–2, 6–4                       |
| Individual femenino - Primera ronda       | Andrea Petkovic [18]                | Caroline Garcia                     | 3–6, 6–4, 7–5                       |
| Individual masculino - Primera ronda      | Jack Sock [28]                      | Víctor Estrella                     | 6–2, 6–3, 6–2                       |
| En azul se indican los partidos nocturnos |                                     |                                     |                                     |

### Día 3 (2 de septiembre)
- Cabezas de serie eliminados:
  - Individual masculino:  Grigor Dimitrov [17]
  - Individual femenino:  Anastasiya Pavliuchenkova [31]
  - Dobles masculino:  Bob Bryan /  Mike Bryan [1],  Ivan Dodig /  Marcelo Melo [2],  Vasek Pospisil /  Jack Sock [2]
  - Dobles femenino:
- Orden de juego

| Partidos en las canchas principales       | Partidos en las canchas principales | Partidos en las canchas principales | Partidos en las canchas principales |
| Partidos en el Arthur Ashe Stadium        | Partidos en el Arthur Ashe Stadium  | Partidos en el Arthur Ashe Stadium  | Partidos en el Arthur Ashe Stadium  |
| Evento                                    | Ganador                             | Perdedor                            | Marcador                            |
| ----------------------------------------- | ----------------------------------- | ----------------------------------- | ----------------------------------- |
| Individual femenino - Segunda ronda       | Madison Keys [19]                   | Tereza Smitková                     | 6-1, 6-2                            |
| Individual masculino - Segunda ronda      | Marin Čilić [9]                     | Yevgueni Donskói [Q]                | 6-2, 6-3, 7-5                       |
| Individual femenino - Segunda ronda       | Serena Williams [1]                 | Kiki Bertens [Q]                    | 7-6(7-5), 6-3                       |
| Individual femenino - Segunda ronda       | Venus Williams [23]                 | Irina Falconi                       | 6-3, 6-7(2-7), 6-2                  |
| Individual masculino - Segunda ronda      | Novak Djokovic [1]                  | Andreas Haider-Maurer               | 6-4, 6-1, 6-2                       |
| Partidos en el Louis Armstrong Stadium    |                                     |                                     |                                     |
| Evento                                    | Ganador                             | Perdedor                            | Marcador                            |
| Individual masculino - Segunda ronda      | Feliciano López [18]                | Mardy Fish [PR]                     | 2-6, 6-3, 1-6, 7-5, 6-3             |
| Individual femenino - Segunda ronda       | Bethanie Mattek-Sands [WC]          | Coco Vandeweghe                     | 6-2, 6-1                            |
| Individual masculino - Segunda ronda      | Rafael Nadal [8]                    | Diego Schwartzman                   | 7-6(7-5), 6-3, 7-5                  |
| Dobles masculino - Primera ronda          | Steve Johnson Sam Querrey           | Bob Bryan [1] Mike Bryan [1]        | 7–6(7-4), 5–7, 6–3                  |
| Partidos en Grandstand                    |                                     |                                     |                                     |
| Evento                                    | Ganador                             | Perdedor                            | Marcador                            |
| Individual femenino - Segunda ronda       | Madison Brengle                     | Anna Tatishvili [Q]                 | 6-3, 6-2                            |
| Individual masculino - Segunda ronda      | Milos Raonic [10]                   | Fernando Verdasco                   | 6-2, 6-4, 6-7(5-7), 7-6(7-1)        |
| Individual femenino - Segunda ronda       | Eugenie Bouchard [25]               | Camila Giorgi                       | 6-3, 6-7(2-7), 6-3                  |
| Individual masculino - Segunda ronda      | Jo-Wilfried Tsonga [19]             | Marcel Granollers                   | 6-3, 6-4, 6-3                       |
| En azul se indican los partidos nocturnos |                                     |                                     |                                     |

### Día 4 (3 de septiembre)
- Cabezas de serie eliminados:
  - Individual masculino:  Ivo Karlović [21],  Jack Sock [28]
  - Individual femenino:  Caroline Wozniacki [4],  Garbiñe Muguruza [9]
  - Dobles masculino:  Simone Bolelli /  Fabio Fognini [5],  Alexander Peya /  Bruno Soares [10],  Pablo Cuevas /  David Marrero [13],  Feliciano López /  Max Mirnyi [16]
  - Dobles femenino:   Julia Görges /  Klaudia Jans-Ignacik [16]
  - Dobles mixto:  Lucie Hradecká /  Marcin Matkowski [3]
- Orden de juego

| Partidos en las canchas principales       | Partidos en las canchas principales | Partidos en las canchas principales | Partidos en las canchas principales |
| Partidos en el Arthur Ashe Stadium        | Partidos en el Arthur Ashe Stadium  | Partidos en el Arthur Ashe Stadium  | Partidos en el Arthur Ashe Stadium  |
| Evento                                    | Ganador                             | Perdedor                            | Marcador                            |
| ----------------------------------------- | ----------------------------------- | ----------------------------------- | ----------------------------------- |
| Individual femenino - Segunda ronda       | Victoria Azarenka [20]              | Yanina Wickmayer                    | 7-5, 6-4                            |
| Individual femenino - Segunda ronda       | Simona Halep [2]                    | Kateryna Bondarenko [Q]             | 6-3, 6-4                            |
| Individual masculino - Segunda ronda      | Andy Murray [3]                     | Adrian Mannarino                    | 5–7, 4–6, 6–1, 6–3, 6–1             |
| Individual masculino - Segunda ronda      | Roger Federer [2]                   | Steve Darcis                        | 6–1, 6–2, 6–1                       |
| Individual femenino - Segunda ronda       | Petra Cetkovská [PR]                | Caroline Wozniacki [4]              | 6–4, 5–7, 7–6(7–1)                  |
| Partidos en el Louis Armstrong Stadium    |                                     |                                     |                                     |
| Evento                                    | Ganador                             | Perdedor                            | Marcador                            |
| Individual femenino - Segunda ronda       | Samantha Stosur [22]                | Yevguenia Ródina                    | 6-1, 6-1                            |
| Individual masculino - Segunda ronda      | Stan Wawrinka [5]                   | Chung Hyeon                         | 7–6(7–2), 7–6(7–4), 7–6(8–6)        |
| Individual masculino - Segunda ronda      | John Isner [13]                     | Mijaíl Yuzhny                       | 6–3, 6–4, 6–4                       |
| Individual femenino - Segunda ronda       | Petra Kvitová [5]                   | Nicole Gibbs [WC]                   | 6-3, 6-4                            |
| Partidos en Grandstand                    |                                     |                                     |                                     |
| Evento                                    | Ganador                             | Perdedor                            | Marcador                            |
| Individual femenino - Segunda ronda       | Sara Errani [16]                    | Jeļena Ostapenko [Q]                | 0-6, 6-4, 6-3                       |
| Individual masculino - Segunda ronda      | Ruben Bemelmans                     | Jack Sock [28]                      | 4–6, 4–6, 6–3, 2–1, retiro          |
| Individual femenino - Segunda ronda       | Sabine Lisicki [24]                 | Camila Giorgi                       | 6–4, 6–0                            |
| Individual masculino - Segunda ronda      | Bernard Tomic [24]                  | Lleyton Hewitt [WC]                 | 6–3, 6–2, 3–6, 5–7, 7–5             |
| En azul se indican los partidos nocturnos |                                     |                                     |                                     |

### Día 5 (4 de septiembre)
- Cabezas de serie eliminados:
  - Individual masculino:  David Ferrer [7],  Rafael Nadal [8],  Milos Raonic [10],  David Goffin [14],  Andreas Seppi [25],  Tommy Robredo [26]
  - Individual femenino:  Belinda Bencic [12],  Agnieszka Radwańska [15],  Elina Svitolina [17]
  - Dobles masculino:  Juan Sebastián Cabal /  Robert Farah [14]
  - Dobles femenino:  Garbiñe Muguruza /  Carla Suárez Navarro [8],  Hsieh Su-wei /  Anastasia Rodionova [10],  Anabel Medina Garrigues /  Arantxa Parra Santonja [14]
  - Dobles mixto:  Sania Mirza /  Bruno Soares [1]
- Orden de juego

| Partidos en las canchas principales       | Partidos en las canchas principales | Partidos en las canchas principales | Partidos en las canchas principales    |
| Partidos en el Arthur Ashe Stadium        | Partidos en el Arthur Ashe Stadium  | Partidos en el Arthur Ashe Stadium  | Partidos en el Arthur Ashe Stadium     |
| Evento                                    | Ganador                             | Perdedor                            | Marcador                               |
| ----------------------------------------- | ----------------------------------- | ----------------------------------- | -------------------------------------- |
| Individual femenino - Tercera ronda       | Yekaterina Makárova [13]            | Elina Svitolina [17]                | 6–3, 7–5                               |
| Individual femenino - Tercera ronda       | Venus Williams [23]                 | Belinda Bencic [12]                 | 6–3, 6–4                               |
| Individual masculino - Tercera ronda      | Novak Djokovic [1]                  | Andreas Seppi [25]                  | 6–3, 7–5, 7–5                          |
| Individual femenino - Tercera ronda       | Serena Williams [1]                 | Bethanie Mattek-Sands [WC]          | 3–6, 7–5, 6–0                          |
| Individual masculino - Tercera ronda      | Fabio Fognini [32]                  | Rafael Nadal [8]                    | 3-6, 4-6, 6-4, 6-3, 6-4                |
| Partidos en el Louis Armstrong Stadium    |                                     |                                     |                                        |
| Evento                                    | Ganador                             | Perdedor                            | Marcador                               |
| Individual masculino - Tercera ronda      | Marin Čilić [9]                     | Mijaíl Kukushkin                    | 6–7(5–7), 7–6(7–1), 6–3, 6–7(3–7), 6–1 |
| Individual femenino - Tercera ronda       | Eugenie Bouchard [25]               | Dominika Cibulková                  | 7–6(11–9), 4–6, 6–3                    |
| Individual masculino - Tercera ronda      | Jérémy Chardy [27]                  | David Ferrer [7]                    | 7–6(8–6), 4–6, 6–3, 6–1                |
| Partidos en Grandstand                    |                                     |                                     |                                        |
| Evento                                    | Ganador                             | Perdedor                            | Marcador                               |
| Individual femenino - Tercera ronda       | Kristina Mladenovic                 | Daria Kasátkina [LL]                | 6–2, 6–3                               |
| Individual masculino - Tercera ronda      | Jo-Wilfried Tsonga [19]             | Sergui Stajovski                    | 6–3, 7–5, 6–2                          |
| Individual femenino - Tercera ronda       | Anett Kontaveit [Q]                 | Madison Brengle                     | 6–2, 3–6, 6–0                          |
| Individual masculino - Tercera ronda      | Feliciano López [18]                | Milos Raonic [10]                   | 6–2, 7–6(7–4), 6–3                     |
| Individual femenino - Tercera ronda       | Madison Keys [19]                   | Agnieszka Radwańska [15]            | 6–3, 6–2                               |
| En azul se indican los partidos nocturnos |                                     |                                     |                                        |

### Día 6 (5 de septiembre)
- Cabezas de serie eliminados:
  - Individual masculino:  Dominic Thiem [20],  Viktor Troicki [22],  Bernard Tomic [24],  Philipp Kohlschreiber [29],  Thomaz Bellucci [30],  Guillermo García-López [31]
  - Individual femenino:  Angelique Kerber [11],  Sara Errani [16],  Andrea Petkovic [18],  Anna Karolína Schmiedlová [32]
- Orden de juego

| Partidos en las canchas principales       | Partidos en las canchas principales | Partidos en las canchas principales | Partidos en las canchas principales |
| Partidos en el Arthur Ashe Stadium        | Partidos en el Arthur Ashe Stadium  | Partidos en el Arthur Ashe Stadium  | Partidos en el Arthur Ashe Stadium  |
| Evento                                    | Ganador                             | Perdedor                            | Marcador                            |
| ----------------------------------------- | ----------------------------------- | ----------------------------------- | ----------------------------------- |
| Individual femenino - Tercera ronda       | Petra Kvitová [5]                   | Anna Karolína Schmiedlová [32]      | 6–2, 6–1                            |
| Individual masculino - Tercera ronda      | Roger Federer [2]                   | Philipp Kohlschreiber [29]          | 6–3, 6–4, 6–4                       |
| Individual femenino - Tercera ronda       | Victoria Azarenka [20]              | Angelique Kerber [11]               | 7–5, 2–6, 6–4                       |
| Individual femenino - Tercera ronda       | Simona Halep [2]                    | Shelby Rogers [Q]                   | 6–2, 6–3                            |
| Individual masculino - Tercera ronda      | Andy Murray [3]                     | Thomaz Bellucci [30]                | 6–3, 6–2, 7–5                       |
| Partidos en el Louis Armstrong Stadium    |                                     |                                     |                                     |
| Evento                                    | Ganador                             | Perdedor                            | Marcador                            |
| Individual femenino - Tercera ronda       | Johanna Konta [Q]                   | Andrea Petkovic [18]                |                                     |
| Individual masculino - Tercera ronda      | John Isner [13]                     | Jiří Veselý                         | 6–3, 6–4, retiro                    |
| Individual femenino - Tercera ronda       | Varvara Lepchenko                   | Mona Barthel                        | 1–6, 6–3, 6–4                       |
| Individual masculino - Tercera ronda      | Stan Wawrinka [5]                   | Ruben Bemelmans                     | 6–3, 7–6(7–5), 6–4                  |
| Partidos en Grandstand                    |                                     |                                     |                                     |
| Evento                                    | Ganador                             | Perdedor                            | Marcador                            |
| Individual masculino - Tercera ronda      | Richard Gasquet [12]                | Bernard Tomic [24]                  | 6−4, 6−3, 6−1                       |
| Individual femenino - Tercera ronda       | Samantha Stosur [22]                | Sara Errani [16]                    | 7–5, 2–6, 6–1                       |
| Individual masculino - Tercera ronda      | Donald Young                        | Viktor Troicki [22]                 | 4–6, 0–6, 7–6(7–3), 6–2, 6–4        |
| Individual femenino - Tercera ronda       | Sabine Lisicki [24]                 | Barbora Strýcová                    | 6–4, 4–6, 7–5                       |
| En azul se indican los partidos nocturnos |                                     |                                     |                                     |

### Día 7 (6 de septiembre)
- Cabezas de serie eliminados:
  - Individual masculino:  Roberto Bautista Agut [23],  Jérémy Chardy [27],  Fabio Fognini [32]
  - Individual femenino:  Yekaterina Makárova [13],  Madison Keys [19],  Eugenie Bouchard [25]
  - Dobles masculino:  Marcel Granollers /  Marc López [7]
  - Dobles femenino:  Raquel Kops-Jones /  Abigail Spears [7],  Andrea Hlaváčková /  Lucie Hradecká [7],  Michaëlla Krajicek /  Barbora Strýcová [13]
  - Dobles mixto:  Raquel Kops-Jones /  Raven Klaasen [6],  Julia Görges /  Nenad Zimonjić [8]
- Orden de juego

| Partidos en las canchas principales       | Partidos en las canchas principales           | Partidos en las canchas principales           | Partidos en las canchas principales |
| Partidos en el Arthur Ashe Stadium        | Partidos en el Arthur Ashe Stadium            | Partidos en el Arthur Ashe Stadium            | Partidos en el Arthur Ashe Stadium  |
| Evento                                    | Ganador                                       | Perdedor                                      | Marcador                            |
| ----------------------------------------- | --------------------------------------------- | --------------------------------------------- | ----------------------------------- |
| Individual masculino - Cuarta ronda       | Marin Čilić [9]                               | Jérémy Chardy [27]                            | 6–3, 2–6, 7–6(7–2), 6–1             |
| Individual femenino - Cuarta ronda        | Venus Williams [23]                           | Anett Kontaveit [Q]                           | 6–2, 6–1                            |
| Individual femenino - Cuarta ronda        | Serena Williams [1]                           | Madison Keys [19]                             | 6–3, 6–3                            |
| Individual masculino - Cuarta ronda       | Novak Djokovic [1]                            | Roberto Bautista Agut [23]                    | 6–3, 4–6, 6–4, 6–3                  |
| Individual femenino - Cuarta ronda        | Kristina Mladenovic                           | Yekaterina Makárova [13]                      | 7–6(7–2), 4–6, 6–1                  |
| Partidos en el Louis Armstrong Stadium    |                                               |                                               |                                     |
| Evento                                    | Ganador                                       | Perdedor                                      | Marcador                            |
| Dobles masculino - Tercera ronda          | Dominic Inglot Robert Lindstedt               | Tommy Haas [PR] Radek Štěpánek [PR]           | 6–4, 6–3                            |
| Individual masculino - Cuarta ronda       | Jo-Wilfried Tsonga [19]                       | Benoît Paire                                  | 6–4, 6–3, 6–4                       |
| Dobles femenino - Tercera ronda           | Martina Hingis [1] Sania Mirza [1]            | Michaëlla Krajicek [13] Barbora Strýcová [13] | 6–3, 6–0                            |
| Individual masculino - Cuarta ronda       | Feliciano López [18]                          | Fabio Fognini [32]                            | 6–3, 7–6(7–5), 6–1                  |
| Individual - Cuarta ronda                 | Roberta Vinci                                 | Eugenie Bouchard [25]                         | Walkover                            |
| Partidos en Grandstand                    |                                               |                                               |                                     |
| Evento                                    | Ganador                                       | Perdedor                                      | Marcador                            |
| Dobles femenino - Tercera ronda           | Anna-Lena Grönefeld Coco Vandeweghe           | Andrea Hlaváčková [7] Lucie Hradecká [7]      | 6–2, 6–4                            |
| Dobles masculino - Tercera ronda          | Pierre-Hugues Herbert [12] Nicolas Mahut [12] | Marcel Granollers [7] Marc López [7]          | 6–2, 6–3                            |
| Dobles mixto - Segunda ronda              | Andrea Hlaváčková Łukasz Kubot                | Taylor Townsend [WC] Donald Young [WC]        | 6–7(3–7), 6–1, [10–5]               |
| Dobles masculino - Tercera ronda          | Jamie Murray [8] John Peers [8]               | Philipp Oswald Adil Shamasdin                 | 6–4, 6–4                            |
| Dobles mixto - Segunda ronda              | Anastasia Rodionova Max Mirnyi                | Raquel Kops-Jones [7] Raven Klaasen [7]       | 6–4, 6–3                            |
| En azul se indican los partidos nocturnos |                                               |                                               |                                     |

### Día 8 (7 de septiembre)
- Cabezas de serie eliminados:
  - Individual masculino:   Andy Murray [3],  Tomáš Berdych [6],  John Isner [13]
  - Individual femenino:   Samantha Stosur [22],  Sabine Lisicki [24]
  - Dobles masculino:   Daniel Nestor /  Édouard Roger-Vasselin [9],  Raven Klaasen [15] /  Rajeev Ram [15]
  - Dobles femenino:   Kristina Mladenovic /  Tímea Babos [3],  Karin Knapp /  Roberta Vinci [17]
  - Dobles mixto:
- Orden de juego

| Partidos en las canchas principales       | Partidos en las canchas principales                  | Partidos en las canchas principales          | Partidos en las canchas principales |
| Partidos en el Arthur Ashe Stadium        | Partidos en el Arthur Ashe Stadium                   | Partidos en el Arthur Ashe Stadium           | Partidos en el Arthur Ashe Stadium  |
| Evento                                    | Ganador                                              | Perdedor                                     | Marcador                            |
| ----------------------------------------- | ---------------------------------------------------- | -------------------------------------------- | ----------------------------------- |
| Individual femenino - Cuarta ronda        | Victoria Azarenka [20]                               | Varvara Lepchenko                            | 6–3, 6–4                            |
| Individual masculino - Cuarta ronda       | Stan Wawrinka [5]                                    | Donald Young                                 | 6–4, 1–6, 6–3, 6–4                  |
| Individual masculino - Cuarta ronda       | Flavia Pennetta [26]                                 | Samantha Stosur [22]                         |                                     |
| Individual femenino - Cuarta ronda        | Petra Kvitová [5]                                    | Johanna Konta [Q]                            |                                     |
| Individual masculino - Cuarta ronda       | Roger Federer [2]                                    | John Isner [13]                              | 7–6(7–0), 7–6(8–6), 7–5             |
| Partidos en el Louis Armstrong Stadium    |                                                      |                                              |                                     |
| Evento                                    | Ganador                                              | Perdedor                                     | Marcador                            |
| Dobles masculino - Tercera ronda          | Rohan Bopanna [6] Florin Mergea [6]                  | Daniel Nestor [9] Édouard Roger-Vasselin [9] | 6–7(4–7), 6–4, 6–3                  |
| Individual femenino - Cuarta ronda        | Simona Halep [2]                                     | Sabine Lisicki [24]                          | 6–7(6–8), 7–5, 6–2                  |
| Individual masculino - Cuarta ronda       | Kevin Anderson [15]                                  | Andy Murray [3]                              | 7–6(7–5), 6–3, 6–7(2–7), 7–6(7–0)   |
| Individual masculino - Cuarta ronda       | Richard Gasquet [12]                                 | Tomáš Berdych [6]                            | 2–6, 6–3, 6–4, 6–1                  |
| Partidos en Grandstand                    |                                                      |                                              |                                     |
| Evento                                    | Ganador                                              | Perdedor                                     | Marcador                            |
| Dobles femenino - Tercera ronda           | Ala Kudriávtseva [12] Anastasiya Pavliuchenkova [12] | Karin Knapp [17] Roberta Vinci [17]          | 7–6(7–2), 2–6, 6–2                  |
| Dobles masculino - Tercera ronda          | Jean-Julien Rojer [3] Horia Tecău [3]                | Eric Butorac Scott Lipsky                    | 7–6(7–3), 7–5                       |
| Dobles masculino - Tercera ronda          | Marcin Matkowski [4] Nenad Zimonjić [4]              | Raven Klaasen [15] Rajeev Ram [15]           | 6–3, 7–6(7–4)                       |
| Dobles mixto - Tercera ronda              | Martina Hingis [4] Leander Paes [4]                  | Simona Halep Horia Tecău                     | Walkover                            |
| Dobles masculino - Tercera ronda          | Steve Johnson Sam Querrey                            | Michael Russell Donald Young                 | 6–2, 6–4                            |
| En azul se indican los partidos nocturnos |                                                      |                                              |                                     |

### Día 9 (8 de septiembre)
- Cabezas de serie eliminados:
  - Individual masculino:  Feliciano López [18],  Jo-Wilfried Tsonga [19]
  - Individual femenino:  Venus Williams [23]
  - Dobles masculino:  Jean-Julien Rojer /  Horia Tecău [3],  Marcin Matkowski /  Nenad Zimonjić [4]
  - Dobles femenino:  Chan Hao-ching /  Chan Yung-jan [15],  Lara Arruabarrena /  Andreja Klepač [15]
  - Dobles mixto:  Yaroslava Shvedova  /  Juan Sebastián Cabal [6]
- Orden de juego

| Partidos en las canchas principales       | Partidos en las canchas principales           | Partidos en las canchas principales             | Partidos en las canchas principales |
| Partidos en el Arthur Ashe Stadium        | Partidos en el Arthur Ashe Stadium            | Partidos en el Arthur Ashe Stadium              | Partidos en el Arthur Ashe Stadium  |
| Evento                                    | Ganador                                       | Perdedor                                        | Marcador                            |
| ----------------------------------------- | --------------------------------------------- | ----------------------------------------------- | ----------------------------------- |
| Individual femenino - Cuartos de final    | Roberta Vinci                                 | Kristina Mladenovic                             | 6-3, 5-7, 6-3                       |
| Individual masculino - Cuartos de final   | Marin Čilić [9]                               | Jo-Wilfried Tsonga [19]                         | 6–4, 6–4, 3–6, 6–7(3–7), 6–4        |
| Individual femenino - Cuartos de final    | Serena Williams [1]                           | Venus Williams [23]                             | 6–2, 1–6, 6–3                       |
| Individual masculino - Cuartos de final   | Novak Djokovic [1]                            | Feliciano López [18]                            | 6–1, 3–6, 6–3, 7–6(7–2)             |
| Partidos en el Louis Armstrong Stadium    |                                               |                                                 |                                     |
| Evento                                    | Ganador                                       | Perdedor                                        | Marcador                            |
| Dobles mixto - Cuartos de final           | Andrea Hlaváčková Łukasz Kubot'               | Anastasia Rodionova Max Mirnyi                  | 6-4, 6-4                            |
| Dobles masculino - Cuartos de final       | Pierre-Hugues Herbert [12] Nicolas Mahut [12] | Jean-Julien Rojer [3] Horia Tecău [3]           | 7–6(7–5), 6–4                       |
| Dobles femenino - Cuartos de final        | Martina Hingis [1] Sania Mirza [1]            | Chan Hao-ching [9] Chan Yung-jan [9]            | 7–6(7–5), 6–1                       |
| Dobles mixto - Cuartos de final           | Bethanie Mattek-Sands Sam Querrey             | Yaroslava Shvedova [6] Juan Sebastián Cabal [6] | 3–6, 6–4, [10–6]                    |
| Partidos en Grandstand                    |                                               |                                                 |                                     |
| Evento                                    | Ganador                                       | Perdedor                                        | Marcador                            |
| Dobles femenino - Cuartos de final        | Sara Errani [11] Flavia Pennetta [11]         | Lara Arruabarrena [15] Andreja Klepač [15]      | 6-0, 5-7, 6-2                       |
| Dobles masculino - Cuartos de final       | Jamie Murray [8] John Peers [8]               | Marcin Matkowski [4] Nenad Zimonjić [4]         | 3–6, 6–3, 7–6(7–4)                  |
| En azul se indican los partidos nocturnos |                                               |                                                 |                                     |

### Día 10 (9 de septiembre)
- Cabezas de serie eliminados:
  - Individual masculino:  Richard Gasquet [12],  Kevin Anderson [15]
  - Individual femenino:  Petra Kvitová [5],  Victoria Azarenka [20]
  - Dobles masculino:  Rohan Bopanna /  Florin Mergea [6]
  - Dobles femenino:  Caroline Garcia /  Katarina Srebotnik [5],  Sara Errani /  Flavia Pennetta [11],  Ala Kudriávtseva /  Anastasiya Pavliuchenkova [12]
  - Dobles mixto:  Chan Yung-jan /  Rohan Bopanna [2]
- Orden de juego

| Partidos en las canchas principales       | Partidos en las canchas principales | Partidos en las canchas principales        | Partidos en las canchas principales |
| Partidos en el Arthur Ashe Stadium        | Partidos en el Arthur Ashe Stadium  | Partidos en el Arthur Ashe Stadium         | Partidos en el Arthur Ashe Stadium  |
| Evento                                    | Ganador                             | Perdedor                                   | Marcador                            |
| ----------------------------------------- | ----------------------------------- | ------------------------------------------ | ----------------------------------- |
| Individual femenino - Cuartos de final    | Flavia Pennetta [26]                | Petra Kvitová [5]                          | 4-6, 6-4, 6-2                       |
| Individual femenino - Cuartos de final    | Simona Halep [2]                    | Victoria Azarenka [20]                     | 6-3, 4-6, 6-4                       |
| Individual masculino - Cuartos de final   | Roger Federer [2]                   | Richard Gasquet [12]                       | 6–3, 6–3, 6–1                       |
| Partidos en el Louis Armstrong Stadium    |                                     |                                            |                                     |
| Evento                                    | Ganador                             | Perdedor                                   | Marcador                            |
| Dobles femenino - Cuartos de final        | Anna-Lena Grönefeld Coco Vandeweghe | Caroline Garcia [5] Katarina Srebotnik [5] | 7-6(7-5), 7-5                       |
| Dobles masculino - Cuartos de final       | Steve Johnson Sam Querrey           | Leonardo Mayer João Sousa                  | 6-3, 6-4                            |
| Individual masculino - Cuartos de final   | Stanislas Wawrinka [5]              | Kevin Anderson [15]                        | 6–4, 6–4, 6–0                       |
| En azul se indican los partidos nocturnos |                                     |                                            |                                     |

### Día 11 (10 de septiembre)
- Cabezas de serie eliminados:
  - Individual femenino:
  - Dobles masculino:
  - Dobles femenino:
- Orden de juego

| Partidos en las canchas principales       | Partidos en las canchas principales                                                   | Partidos en las canchas principales                                                   | Partidos en las canchas principales |
| Partidos en el Arthur Ashe Stadium        | Partidos en el Arthur Ashe Stadium                                                    | Partidos en el Arthur Ashe Stadium                                                    | Partidos en el Arthur Ashe Stadium  |
| Evento                                    | Ganador                                                                               | Perdedor                                                                              | Marcador                            |
| ----------------------------------------- | ------------------------------------------------------------------------------------- | ------------------------------------------------------------------------------------- | ----------------------------------- |
| Individual femenino - Semifinales         | Serena Williams [1] vs Roberta Vinci                                                  | Serena Williams [1] vs Roberta Vinci                                                  | Suspendido                          |
| Individual femenino - Semifinales         | Flavia Pennetta [26] vs Simona Halep [2]                                              | Flavia Pennetta [26] vs Simona Halep [2]                                              | Suspendido                          |
| Partidos en el Arthur Ashe Stadium        |                                                                                       |                                                                                       |                                     |
| Evento                                    | Ganador                                                                               | Perdedor                                                                              | Marcador                            |
| Dobles masculino - Semifinales            | Pierre-Hugues Herbert [12] Nicolas Mahut [12]                                         | Dominic Inglot Robert Lindstedt                                                       | 7-5, 6-2                            |
| Dobles masculino - Semifinales            | Jamie Murray [8] John Peers [8]                                                       | Steve Johnson Sam Querrey                                                             | 6-4, 6-7(2-7), 7-6(9-7)             |
| Dobles femenino - Semifinales             | Casey Dellacqua [4] / Yaroslava Shvédova [4] vs Anna-Lena Grönefeld / Coco Vandeweghe | Casey Dellacqua [4] / Yaroslava Shvédova [4] vs Anna-Lena Grönefeld / Coco Vandeweghe | Suspendido                          |
| En azul se indican los partidos nocturnos |                                                                                       |                                                                                       |                                     |

### Día 12 (11 de septiembre)
- Cabezas de serie eliminados:
  - Individual masculino:  Stan Wawrinka [5],  Marin Čilić [9]
  - Individual femenino:  Serena Williams [1],  Simona Halep [2]
  - Dobles femenino:
  - Dobles mixto:
- Orden de juego

| Partidos en las canchas principales       | Partidos en las canchas principales        | Partidos en las canchas principales | Partidos en las canchas principales |
| Partidos en el Arthur Ashe Stadium        | Partidos en el Arthur Ashe Stadium         | Partidos en el Arthur Ashe Stadium  | Partidos en el Arthur Ashe Stadium  |
| Evento                                    | Ganador                                    | Perdedor                            | Marcador                            |
| ----------------------------------------- | ------------------------------------------ | ----------------------------------- | ----------------------------------- |
| Individual femenino - Semifinales         | Flavia Pennetta [26]                       | Simona Halep [2]                    | 6-1, 6-3                            |
| Individual femenino - Semifinales         | Roberta Vinci                              | Serena Williams [1]                 | 2-6, 6-4, 6-4                       |
| Individual masculino - Semifinales        | Novak Djokovic [1]                         | Marin Čilić [9]                     | 6–0, 6–1, 6–2                       |
| Individual masculino - Semifinales        | Roger Federer [2]                          | Stan Wawrinka [5]                   | 6–4, 6–3, 6–1                       |
| Partidos en el Arthur Ashe Stadium        |                                            |                                     |                                     |
| Evento                                    | Ganador                                    | Perdedor                            | Marcador                            |
| Dobles femenino - Semifinales             | Casey Dellacqua [4] Yaroslava Shvédova [4] | Anna-Lena Grönefeld Coco Vandeweghe | 6-7(3-7), 7-5, 7-5                  |
| Dobles mixto - Final                      | Martina Hingis [4] Leander Paes [4]        | Bethanie Mattek-Sands Sam Querrey   | 6-4, 3-6, [10-7]                    |
| En azul se indican los partidos nocturnos |                                            |                                     |                                     |

### Día 13 (12 de septiembre)
- Cabezas de serie eliminados:
  - Individual femenino:
  - Dobles masculino:  Jamie Murray /  John Peers [8]
- Orden de juego

| Partidos en las canchas principales       | Partidos en las canchas principales           | Partidos en las canchas principales | Partidos en las canchas principales |
| Partidos en el Arthur Ashe Stadium        | Partidos en el Arthur Ashe Stadium            | Partidos en el Arthur Ashe Stadium  | Partidos en el Arthur Ashe Stadium  |
| Evento                                    | Ganador                                       | Perdedor                            | Marcador                            |
| ----------------------------------------- | --------------------------------------------- | ----------------------------------- | ----------------------------------- |
| Dobles masculino - Final                  | Pierre-Hugues Herbert [12] Nicolas Mahut [12] | Jamie Murray [8] John Peers [8]     | 6–4, 6-4                            |
| Individual femenino - Final               | Flavia Pennetta [26]                          | Roberta Vinci                       | 7-6(7-4), 6-2                       |
| En azul se indican los partidos nocturnos |                                               |                                     |                                     |

### Día 14 (13 de septiembre)
- Cabezas de serie eliminados:
  - Individual masculino:
  - Dobles femenino:  Casey Dellacqua /  Yaroslava Shvedova [4]
- Orden de juego

| Partidos en las canchas principales       | Partidos en las canchas principales | Partidos en las canchas principales        | Partidos en las canchas principales |
| Partidos en el Arthur Ashe Stadium        | Partidos en el Arthur Ashe Stadium  | Partidos en el Arthur Ashe Stadium         | Partidos en el Arthur Ashe Stadium  |
| Evento                                    | Ganador                             | Perdedor                                   | Marcador                            |
| ----------------------------------------- | ----------------------------------- | ------------------------------------------ | ----------------------------------- |
| Dobles femenino - Final                   | Martina Hingis [1] Sania Mirza [1]  | Casey Dellacqua [4] Yaroslava Shvedova [4] | 6-3, 6-3                            |
| Individual masculino - Final              | Novak Djokovic [1]                  | Roger Federer [2]                          | 6-4, 5-7, 6-4, 6-4                  |
| En azul se indican los partidos nocturnos |                                     |                                            |                                     |

## Cabeza de serie

### Individual masculino
| Sembrada | Rank | Jugador                | Puntos | Puntos que defender | Puntos ganados | Nuevos puntos | Ronda hasta la que avanzó en el torneo                |
| -------- | ---- | ---------------------- | ------ | ------------------- | -------------- | ------------- | ----------------------------------------------------- |
| 1        | 1    | Novak Djokovic         | 14,865 | 720                 | 2000           | 16,145        | Campeón, venció a Roger Federer [2]                   |
| 2        | 2    | Roger Federer          | 9,065  | 720+140             | 1200           | 9,405         | Final, perdió ante Novak Djokovic [1]                 |
| 3        | 3    | Andy Murray            | 8,840  | 360                 | 180            | 8,660         | Cuarta ronda, perdió ante Kevin Anderson [15]         |
| 4        | 4    | Kei Nishikori          | 6,205  | 1,200               | 10             | 5,015         | Primera ronda, perdió ante Benoît Paire               |
| 5        | 5    | Stan Wawrinka          | 5,710  | 360+70              | 720            | 6,000         | Semifinales, perdió ante Roger Federer [2]            |
| 6        | 6    | Tomáš Berdych          | 5,230  | 360                 | 180            | 5,050         | Cuarta ronda, perdió ante Richard Gasquet [12]        |
| 7        | 7    | David Ferrer           | 3,695  | 90                  | 90             | 3,695         | Tercera ronda, perdió ante Jérémy Chardy [27]         |
| 8        | 8    | Rafael Nadal           | 3,680  | 0                   | 90             | 3,770         | Tercera ronda, perdió ante Fabio Fognini [32]         |
| 9        | 9    | Marin Čilić            | 3,550  | 2,000               | 720            | 2,270         | Semifinales, perdió ante Novak Djokovic [1]           |
| 10       | 10   | Milos Raonic           | 2,880  | 180                 | 90             | 2,790         | Tercera ronda, perdió ante Feliciano López [18]       |
| 11       | 11   | Gilles Simon           | 2,730  | 180                 | 10             | 2,560         | Primera ronda, perdió ante Donald Young               |
| 12       | 12   | Richard Gasquet        | 2,240  | 90+65               | 360+45         | 2,490         | Cuartos de final, perdió ante Roger Federer [2]       |
| 13       | 13   | John Isner             | 2,235  | 90                  | 180            | 2,325         | Cuarta ronda, perdió ante Roger Federer [2]           |
| 14       | 14   | David Goffin           | 2,130  | 90+15               | 90             | 2,115         | Tercera ronda, retiro ante Roberto Bautista Agut [23] |
| 15       | 15   | Kevin Anderson         | 2,160  | 90                  | 360            | 2,430         | Cuartos de final, perdió ante Stan Wawrinka [5]       |
| 16       | 16   | Gaël Monfils           | 1,850  | 360                 | 10             | 1,500         | Primera ronda, retiro ante Iliá Marchenko [Q]         |
| 17       | 17   | Grigor Dimitrov        | 1,735  | 180                 | 45             | 1,600         | Segunda ronda, perdió ante Mijaíl Kukushkin           |
| 18       | 18   | Feliciano López        | 1,665  | 90                  | 360            | 1,935         | Cuartos de final, perdió ante Novak Djokovic [1]      |
| 19       | 19   | Jo-Wilfried Tsonga     | 1,675  | 180+70              | 360            | 1,785         | Cuartos de final, perdió ante Marin Čilić [9]         |
| 20       | 20   | Dominic Thiem          | 1,645  | 180                 | 90             | 1,555         | Tercera ronda, perdió ante Kevin Anderson             |
| 21       | 21   | Ivo Karlović           | 1,620  | 45                  | 45             | 1,620         | Segunda ronda, perdió ante Jiří Veselý                |
| 22       | 22   | Viktor Troicki         | 1,559  | 83+100              | 90+(45)        | 1,511         | Tercera ronda, perdió ante Donald Young               |
| 23       | 23   | Roberto Bautista Agut  | 1,510  | 180                 | 180            | 1,510         | Cuarta ronda, perdió ante Novak Djokovic [1]          |
| 24       | 24   | Bernard Tomic          | 1,465  | 45                  | 90             | 1,510         | Tercera ronda, perdió ante Richard Gasquet [12]       |
| 25       | 25   | Andreas Seppi          | 1,430  | 45                  | 90             | 1,475         | Tercera ronda, perdió ante Novak Djokovic [1]         |
| 26       | 26   | Tommy Robredo          | 1,405  | 180                 | 45             | 1,270         | Tercera ronda, perdió ante Benoît Paire               |
| 27       | 27   | Jérémy Chardy          | 1,300  | 45                  | 180            | 1,435         | Cuarta ronda, perdió ante Marin Čilić [9]             |
| 28       | 28   | Jack Sock              | 1,250  | 10                  | 45             | 1,285         | Segunda ronda, retiro ante Ruben Bemelmans            |
| 29       | 29   | Philipp Kohlschreiber  | 1,230  | 180                 | 90             | 1,140         | Tercera ronda, perdió ante Roger Federer [2]          |
| 30       | 30   | Thomaz Bellucci        | 1,190  | 45                  | 90             | 1,235         | Tercera ronda, perdió ante Andy Murray [3]            |
| 31       | 31   | Guillermo García-López | 1,190  | 45                  | 90             | 1,235         | Tercera ronda, perdió ante Tomáš Berdych [6]          |
| 32       | 32   | Fabio Fognini          | 1,165  | 45                  | 180            | 1,210         | Cuarta ronda, perdió ante Feliciano López [18]        |

#### Bajas masculinas notables
| Ranking | Jugador | Puntos | Puntos que defender | Puntos ganados | Nuevos puntos | Motivo |
| ------- | ------- | ------ | ------------------- | -------------- | ------------- | ------ |
|         |         |        |                     |                |               |        |

### Individual femenino
| Sembrada | Rank | Jugadora                  | Puntos | Puntos que defender | Puntos ganados | Nuevos puntos | Ronda hasta la que avanzó en el torneo              |
| -------- | ---- | ------------------------- | ------ | ------------------- | -------------- | ------------- | --------------------------------------------------- |
| 1        | 1    | Serena Williams           | 12,721 | 2,000               | 780            | 11,501        | Semifinales, perdió ante Roberta Vinci              |
| 2        | 2    | Simona Halep              | 6,130  | 130                 | 780            | 6,780         | Semifinales, perdió ante Flavia Pennetta [26]       |
| 4        | 5    | Caroline Wozniacki        | 4,740  | 1,300               | 70             | 3,565         | Segunda ronda, perdió ante Petra Cetkovská [PR]     |
| 5        | 4    | Petra Kvitová             | 4,995  | 130                 | 430            | 5,295         | Cuartos de final, perdió ante Flavia Pennetta [26]  |
| 6        | 6    | Lucie Šafářová            | 3,800  | 240                 | 10             | 3,570         | Primera ronda, perdió ante Lesia Tsurenko           |
| 7        | 7    | Ana Ivanovic              | 3,500  | 70                  | 10             | 3,440         | Primera ronda, perdió ante Dominika Cibulkova       |
| 8        | 8    | Karolína Plíšková         | 3,335  | 130                 | 10             | 3,215         | Primera ronda, perdió ante Anna Tatishvili [Q]      |
| 9        | 9    | Garbiñe Muguruza          | 3,245  | 10                  | 70             | 3,305         | Segunda ronda, perdió ante Johanna Konta [Q]        |
| 10       | 10   | Carla Suárez Navarro      | 3,190  | 130                 | 10             | 3,070         | Primera ronda, perdió ante Denisa Allertova         |
| 11       | 11   | Angelique Kerber          | 3,150  | 130                 | 130            | 3,150         | Tercera ronda, perdió ante Victoria Azarenka [20]   |
| 12       | 12   | Belinda Bencic            | 3,035  | 430                 | 130            | 2,735         | Tercera ronda, perdió ante Venus Williams [23]      |
| 13       | 13   | Yekaterina Makárova       | 2,920  | 780                 | 240            | 2,380         | Cuarta ronda, perdió ante Kristina Mladenovic       |
| 14       | 14   | Timea Bacsinszky          | 2,896  | 70                  | 10             | 2,836         | Primera ronda, perdió ante Barbora Strýcová         |
| 15       | 15   | Agnieszka Radwańska       | 2,760  | 70                  | 130            | 2,820         | Tercera ronda, perdió ante Madison Keys [19]        |
| 16       | 16   | Sara Errani               | 2,610  | 430                 | 130            | 2,310         | Tercera ronda, perdió ante Samantha Stosur [22]     |
| 17       | 17   | Elina Svitolina           | 2,530  | 10                  | 70             | 2,650         | Tercera ronda, perdió ante Yekaterina Makárova [13] |
| 18       | 18   | Andrea Petkovic           | 2,450  | 130                 | 130            | 2,450         | Tercera ronda, perdió ante Johanna Konta [Q]        |
| 19       | 19   | Madison Keys              | 2,275  | 70                  | 240            | 2,445         | Cuarta ronda, perdió ante Serena Williams [1]       |
| 20       | 20   | Victoria Azarenka         | 2,271  | 430                 | 430            | 2,271         | Cuartos de final, perdió ante Simona Halep [2]      |
| 21       | 21   | Jelena Janković           | 2,135  | 240                 | 10             | 1,905         | Primera ronda, perdió ante Océane Dodin [WC]        |
| 22       | 22   | Samantha Stosur           | 2,135  | 70                  | 240            | 2,305         | Cuarta ronda, perdió ante Flavia Pennetta [26]      |
| 23       | 23   | Venus Williams            | 2,072  | 130+180             | 430+1          | 2,193         | Cuartos de final, perdió ante Serena Williams [1]   |
| 24       | 24   | Sabine Lisicki            | 1,945  | 130+280             | 240+1          | 1,776         | Cuarta ronda, perdió ante Simona Halep [2]          |
| 25       | 25   | Eugenie Bouchard          | 1,887  | 240                 | 240            | 1,887         | Cuarta ronda, retiro ante Roberta Vinci             |
| 26       | 26   | Flavia Pennetta           | 1,747  | 430                 | 2000           | 3,317         | Final, venció a Roberta Vinci                       |
| 27       | 27   | Alizé Cornet              | 1,745  | 130                 | 10             | 1,625         | Primera ronda, perdió ante Kurumi Nara              |
| 28       | 28   | Irina-Camelia Begu        | 1,676  | 70+30               | 10+1           | 1,587         | Primera ronda, perdió ante Olga Govortsova          |
| 29       | 29   | Sloane Stephens           | 1,621  | 70                  | 10             | 1,561         | Primera ronda, perdió ante Coco Vandeweghe          |
| 30       | 30   | Svetlana Kuznetsova       | 1,572  | 10                  | 10             | 1,572         | Primera ronda, perdió ante Kristina Mladenovic      |
| 31       | 31   | Anastasiya Pavliuchenkova | 1,550  | 70                  | 70             | 1,550         | Segunda ronda, perdió ante Anett Kontaveit [Q]      |
| 32       | 32   | Anna Karolína Schmiedlová | 1,451  | 10                  | 70             | 1,511         | Tercera ronda, perdió ante Petra Kvitová [5]        |

#### Bajas femeninas notables
| Ranking | Jugadora        | Puntos | Punto que defender | Puntos ganados | Nuevos puntos | Motivo              |
| ------- | --------------- | ------ | ------------------ | -------------- | ------------- | ------------------- |
| 3       | María Sharápova | 6,035  | 240                | 0              | 5,795         | lesión en la pierna |

## Cabezas de serie dobles
| Jugadores             | Jugadores              | Rank1 | Sem. |
| --------------------- | ---------------------- | ----- | ---- |
| Bob Bryan             | Mike Bryan             | 2     | 1    |
| Ivan Dodig            | Marcelo Melo           | 7     | 2    |
| Jean-Julien Rojer     | Horia Tecău            | 11    | 3    |
| Marcin Matkowski      | Nenad Zimonjić         | 16    | 4    |
| Simone Bolelli        | Fabio Fognini          | 19    | 5    |
| Rohan Bopanna         | Florin Mergea          | 22    | 6    |
| Marcel Granollers     | Marc López             | 29    | 7    |
| Jamie Murray          | John Peers             | 29    | 8    |
| Daniel Nestor         | Édouard Roger-Vasselin | 35    | 9    |
| Alexander Peya        | Bruno Soares           | 42    | 10   |
| Jack Sock             | Vasek Pospisil         | 43    | 11   |
| Pierre-Hugues Herbert | Nicolas Mahut          | 44    | 12   |
| Pablo Cuevas          | David Marrero          | 55    | 13   |
| Juan Sebastián Cabal  | Robert Farah           | 55    | 14   |
| Raven Klaasen         | Rajeev Ram             | 58    | 15   |
| Feliciano López       | Max Mirnyi             | 73    | 16   |

| Jugadores               | Jugadores                 | Rank1 | Sem. |
| ----------------------- | ------------------------- | ----- | ---- |
| Sania Mirza             | Martina Hingis            | 3     | 1    |
| Bethanie Mattek-Sands   | Lucie Šafářová            | 9     | 2    |
| Tímea Babos             | Kristina Mladenovic       | 20    | 3    |
| Casey Dellacqua         | Yaroslava Shvedova        | 25    | 4    |
| Caroline Garcia         | Katarina Srebotnik        | 25    | 5    |
| Raquel Kops-Jones       | Abigail Spears            | 35    | 6    |
| Andrea Hlaváčková       | Lucie Hradecká            | 35    | 7    |
| Garbiñe Muguruza        | Carla Suárez Navarro      | 40    | 8    |
| Chan Hao-ching          | Chan Yung-jan             | 42    | 9    |
| Hsieh Su-wei            | Anastasia Rodionova       | 44    | 10   |
| Sara Errani             | Flavia Pennetta           | 45    | 11   |
| Ala Kudriávtseva        | Anastasiya Pavliuchenkova | 52    | 12   |
| Michaëlla Krajicek      | Barbora Strýcová          | 53    | 13   |
| Anabel Medina Garrigues | Arantxa Parra Santonja    | 63    | 14   |
| Lara Arruabarrena       | Andreja Klepač            | 74    | 15   |
| Julia Görges            | Klaudia Jans-Ignacik      | 78    | 16   |
| Karin Knapp             | Roberta Vinci             | 86    | 17   |

### Dobles mixto
| Jugadores          | Jugadores            | Rank1 | Cabeza de serie |
| ------------------ | -------------------- | ----- | --------------- |
| Sania Mirza        | Bruno Soares         | 21    | 1               |
| Chan Yung-jan      | Rohan Bopanna        | 26    | 2               |
| Lucie Hradecká     | Marcin Matkowski     | 30    | 3               |
| Martina Hingis     | Leander Paes         | 31    | 4               |
| Michaëlla Krajicek | Jean-Julien Rojer    | 35    | 5               |
| Yaroslava Shvedova | Juan Sebastián Cabal | 42    | 6               |
| Raquel Kops-Jones  | Raven Klaasen        | 43    | 7               |
| Julia Görges       | Nenad Zimonjić       | 44    | 8               |

## Campeones defensores
| Modalidad                   | Campeón 2014                       | Campeón 2015                           |
| Individual masculino        | Marin Čilić                        | Novak Djokovic                         |
| Individual femenino         | Serena Williams                    | Flavia Pennetta                        |
| Dobles masculino            | Bob Bryan Mike Bryan               | Pierre-Hugues Herbert Nicolas Mahut    |
| Dobles femenino             | Yekaterina Makárova Yelena Vesniná | Martina Hingis Sania Mirza             |
| Dobles mixto                | Sania Mirza Bruno Soares           | Martina Hingis Leander Paes            |
| Individual júnior masculino | Omar Jasika                        | Taylor Harry Fritz                     |
| Individual júnior femenino  | Marie Bouzková                     | Dalma Gálfi                            |
| Dobles júnior masculino     | Omar Jasika Naoki Nakagawa         | Félix Auger-Aliassime Denis Shapovalov |
| Dobles júnior femenino      | İpek Soylu Jil Teichmann           | Viktória Kužmová Aleksandra Pospelova  |

## Invitaciones
| - Jared Donaldson - Bjorn Fratangelo - Ryan Harrison - Pierre-Hugues Herbert - Lleyton Hewitt - Austin Krajicek - Ryan Shane - Frances Tiafoe | - Louisa Chirico - Samantha Crawford - Océane Dodin - Nicole Gibbs - Sofia Kenin - Jamie Loeb - Bethanie Mattek-Sands - Sachia Vickery |

| - Deiton Baughman / Tommy Paul - Bjorn Fratangelo / Dennis Novikov - Taylor Harry Fritz / Reilly Opelka - Sam Groth / Lleyton Hewitt - Denis Kudla / Tim Smyczek - Julio Peralta / Matt Seeberger - Michael Russell / Donald Young | - Tornado Alicia Black / Ingrid Neel - Kaitlyn Christian / Sabrina Santamaria - Irina Falconi / Anna Tatishvili - Nicole Gibbs / Taylor Townsend - Maya Jansen / Erin Routliffe - Asia Muhammad / María Sánchez - Melanie Oudin / Jessica Pegula |

### Dobles mixto
- Jennifer Brady /  Mitchell Krueger
- Lauren Davis /  Eric Butorac
- Victoria Duval /  Christian Harrison
- Claire Liu /  Taylor Harry Fritz
- Christina McHale /  Stefan Kozlov
- Anda Perianu /  Andrei Dăescu
- Taylor Townsend /  Donald Young
- Sachia Vickery /  Frances Tiafoe

## Clasificados
| 1. Paul-Henri Mathieu 2. Alexander Zverev 3. Guido Pella 4. Michael Berrer 5. Nikoloz Basilashvili 6. Yoshihito Nishioka 7. Jürgen Melzer 8. Matthew Ebden 9. Yevgueni Donskói 10. Andréi Rubliov 11. Tommy Paul 12. John-Patrick Smith 13. Elias Ymer 14. Konstantín Kravchuk 15. Alejandro González 16. Iliá Marchenko | 1. Jessica Pegula 2. Tereza Mrdeža 3. Johanna Konta 4. Maria Sakkari 5. Anett Kontaveit 6. Kateryna Bondarenko 7. Yelizaveta Kulichkova 8. Kiki Bertens 9. Aleksandra Panova 10. Kateryna Kozlova 11. Jeļena Ostapenko 12. Laura Siegemund 13. Mayo Hibi 14. Aliaksandra Sasnovich 15. Shelby Rogers 16. Anna Tatishvili |

## Campeones

### Sénior

#### Individuales masculino
Novak Djokovic venció a  Roger Federer por 6-4, 5-7, 6-4, 6-4

#### Individuales femenino
Flavia Pennetta venció a  Roberta Vinci por 7-6(4), 6-2

#### Dobles masculino
Pierre-Hugues Herbert /  Nicolas Mahut vencieron a  Jamie Murray /  John Peers por 6-4, 6-4

#### Dobles femenino
Martina Hingis /  Sania Mirza vencieron a  Casey Dellacqua /  Yaroslava Shvédova por 6-3, 6-3

#### Dobles mixtos
Martina Hingis /  Leander Paes vencieron a  Bethanie Mattek-Sands /  Sam Querrey por 6-4, 3-6, [10-7]

### Júnior

#### Individuales masculino
Taylor Harry Fritz venció a  Tommy Paul por 6–2, 6–7(4–7), 6–2

#### Individuales femenino
Dalma Gálfi venció  a  Sofia Kenin 7-5, 6-4

#### Dobles masculinos
Félix Auger-Aliassime /  Denis Shapovalov vencieron a  Brandon Holt /  Riley Smith por 7–5, 7–6(7–3)

#### Dobles femeninos
Viktória Kužmová /  Aleksandra Pospelova vencieron a  Anna Kalinskaya /  Anastasia Potapova por 7–5, 6–2